# Júdži Sakakura
Júdži Sakakura (* 7. června 1967) je bývalý japonský fotbalista.

## Reprezentační kariéra
Júdži Sakakura odehrál 6 reprezentačních utkání. S japonskou reprezentací se zúčastnil Mistrovství Asie ve fotbale 1988 a Mistrovství Asie ve fotbale 1992.

## Statistiky
| Japonsko | Japonsko | Japonsko |
| Roky     | Záp.     | Góly     |
| -------- | -------- | -------- |
| 1990     | 5        | 0        |
| 1991     | 1        | 0        |
| Celkem   | 6        | 0        |